# Człowiek Roku „Gazety Wyborczej”
Człowiek Roku „Gazety Wyborczej” – tytuł Człowieka Roku przyznawany od 1999 przez redakcję dziennika „Gazeta Wyborcza”.
W 2009 laureatem został Tadeusz Mazowiecki, uznany jednocześnie człowiekiem 20-lecia „Gazety Wyborczej”.

## Lista dotychczasowych laureatów
| Rok  | Człowiek Roku                                   | Człowiek Roku                          | Lata życia | Uwagi |
| ---- | ----------------------------------------------- | -------------------------------------- | ---------- | --- |
| 1999 |                                                 | Václav Havel, Czechy                   | 1936–2011  | Ostatni prezydent Czechosłowacji i pierwszy prezydent Czech |
| 2000 |                                                 | George Soros, Stany Zjednoczone        | 1930–      | Amerykański finansista |
| 2001 |                                                 | Siergiej Kowalow, Rosja                | 1930–2021  | Rosyjski działacz na rzecz praw człowieka; sowiecki dysydent |
| 2002 |                                                 | Joschka Fischer, Niemcy                | 1948–      | Wicekanclerz i minister spraw zagranicznych RFN w gabinecie Gerharda Schrödera                                                                                   |
| 2003 |                                                 | Günter Verheugen, Niemcy               | 1944–      | Komisarz ds. rozszerzenia Unii w Komisji Europejskiej, której przewodniczył Romano Prodi                                                                         |
| 2004 |                                                 | Bronisław Geremek, Polska              | 1932–2008  | Minister spraw zagranicznych w gabinecie Jerzego Buzka; eurodeputowany                                                                                           |
| 2005 |                                                 | Javier Solana, Hiszpania               | 1942–      | Wysoki przedstawiciel Unii Europejskiej ds. wspólnej polityki zagranicznej i bezpieczeństwa; sekretarz generalny NATO                                            |
| 2006 |                                                 | Zbigniew Brzeziński, Stany Zjednoczone | 1928–2017  | Amerykański politolog polskiego pochodzenia; doradca ds. bezpieczeństwa narodowego USA za rządów prezydenta Cartera                                              |
| 2007 |                                                 | Józef Życiński, Polska                 | 1948–2011  | Arcybiskup metropolita lubelski |
| 2008 |                                                 | Andrzej Wajda, Polska                  | 1926–2016  | Polski reżyser filmowy i teatralny, współtwórca polskiej szkoły filmowej, laureat Oscara                                                                         |
| 2009 |                                                 | Tadeusz Mazowiecki, Polska             | 1927–2013  | Pierwszy premier III Rzeczypospolitej; człowiek 20-lecia Gazety Wyborczej                                                                                        |
| 2010 |                                                 | Władysław Bartoszewski, Polska         | 1922–2015  | Polityk, działacz społeczny, historyk, dziennikarz, pisarz, ambasador RP w Austrii w latach 1990–1995, minister spraw zagranicznych RP w latach 1995 i 2000–2001 |
| 2011 |                                                 | Richard von Weizsäcker, Niemcy         | 1920–2015  | 6. prezydent Republiki Federalnej Niemiec |
| 2012 |                                                 | Tadeusz Konwicki, Polska               | 1926–2015  | Pisarz, scenarzysta, reżyser |
| 2013 |                                                 | Yoani Sánchez, Kuba                    | 1975–      | Dziennikarka i dysydentka |
| 2014 |                                                 | Michaił Chodorkowski, Rosja            | 1963–      | Rosyjski przedsiębiorca, więzień polityczny |
| 2015 |                                                 | Bronisław Komorowski, Polska           | 1952–      | Prezydent Rzeczypospolitej Polskiej w latach 2010–2015 |
| 2016 |                                                 | Timothy Snyder, Stany Zjednoczone      | 1969–      | Historyk |
| 2017 |                                                 | Frans Timmermans, Holandia             | 1961–      | Polityk, językoznawca, filantrop, dyplomata |
| 2018 |                                                 | Anne Applebaum, Stany Zjednoczone      | 1964–      | Dziennikarka, laureatka nagrody Pulitzera w roku 2004 |
| 2019 |                                                 | Donald Tusk, Polska                    | 1957–      | Przewodniczący Rady Europejskiej w latach 2014–2019, premier RP w latach 2007–2014 i od 2024, przewodniczący Europejskiej Partii Ludowej                         |
| 2020 |                                                 | Tomasz Grodzki, Polska                 | 1958–      | Od 2019 Marszałek Senatu RP |
| 2021 |                                                 | Swiatłana Cichanouska, Białoruś        | 1982–      | Od 2020 liderka prodemokratycznej opozycji na Białorusi |
| 2021 | Bohaterowie walki z pandemią SARS-CoV-2, Polska |                                        |            | |
| 2022 |                                                 | Serhij Żadan, Ukraina                  | 1974–      | Pisarz, poeta, aktywista i wolontariusz |
| 2023 |                                                 | Hanna Machińska, Polska                | 1951–      | Prawniczka, działaczka praw człowieka, w latach 2017–2022 zastępczyni rzecznika praw obywatelskich                                                               |
| 2024 |                                                 | Agnieszka Holland, Polska              | 1948–      | Reżyserka, scenarzystka |
| 2025 |                                                 | Norman Davies, Polska                  | 1939–      | Historyk |